# 津野村
津野村（つのむら）は、福岡県田川郡にあった村。現在の田川郡添田町の一部。

## 地理
今川の最上流部、英彦山の北麓に位置していた。

## 歴史

### 沿革
- 1889年（明治22年）4月1日 - 町村制の施行により、田川郡津野村が単独で村制施行し、津野村が発足[1][2]。大字は編成しなかった[1]。
- 1927年（昭和2年）- 津野郵便取扱所開設[1]
- 1955年（昭和30年）1月1日 - 田川郡添田町と合併し、新制の添田町が発足して廃止[1][2]。

### 地名の由来
東方にある犢牛（こつとい）岳に由来。当初は角と表記。
「角」という地名の由来は、鬼の角から来ていると言われている。

## 産業
主要産業は米・麦などの農業、林業。